# Карамел (филм)
„Карамел“ (на арабски: سكر بنات) е ливански филм от 2007 година, дебют за ливанската актриса и режисьорка Надин Лабаки. Премиерата се състоя на 20 май 2007 г. на Филмовия фестивал в Кан. Заглавието „Карамел“ се отнася до метода на епилация.

## Сюжет
Историята показва живота на пет ливански жени, справящи се с проблеми като забранена любов, обвързващи традиции, потисната сексуалност, борбата за приемане на естествения възрастов процес, дълг и желание. Филмът на Лабаки е уникален, защото не показва опустошения от войната Бейрут, а по-скоро един топъл и гостоприемен град, където хората се справят с най-различни житейски проблеми.
„Карамел“ се върти около живота на пет ливански жени. Лаяле работи в салон за красота в Бейрут, заедно с две други жени, Нисрин и Рима. Всяка от тях има своите проблеми; Лаяле е във връзка с омъжен мъж; Нисрин вече не е девствена, но скоро ѝ предстои сватба, а в косервативното ѝ семейство предбрачният секс е забранен; Рима харесва жени; Жамал, редовна клиентка, която иска да бъде актриса, се тревожи, че остарява; Роза е възрастна шивачка близо до салона, която е посветила целия си живот да се грижи за психически неуравновесената си по-голяма сестра Лили, но не е намерила първата си любов. Филмът не прави връзка с никакви политически проблеми в Ливан. По-скоро изобразява ежедневието на хората и техните проблеми.